# Apoteosi di Sant'Orsola e delle sue compagne
L'Apoteosi di Sant'Orsola e delle sue compagne è un telero (tempera su tela, 481x336 cm) di Vittore Carpaccio, firmato e datato 1491 e conservato nelle Gallerie dell'Accademia di Venezia. Si tratta del secondo episodio dipinto per le Storie di sant'Orsola, già nella Scuola di Sant'Orsola a Venezia, ma dal punto di vista dello sviluppo del racconto è il nono e conclusivo.

## Storia
La scena dell'Apoteosi, che conclude il ciclo delle storie, fu tra le prime ad essere dipinta dall'artista, che non poté seguire l'ordine logico della rappresentazione poiché non tutte le pareti dell'edificio erano già sgombre da altari e monumenti funebri di vecchi confratelli. La pala, in particolare, era destinata all'altare della cappella.
Nel ciclo di teleri sono frequenti i richiami alla Venezia dell'epoca ed alle sue campagne militari contro gli Ottomani; dalle cronache dell'epoca traspare infatti che uno degli argomenti che più toccavano l'opinione pubblica fosse proprio quello delle donne - madri di famiglia, giovani vergini o monache - strappate dalla sicurezza delle loro abitazioni e rese oggetto di stupro da parte degli invasori. D'altronde nell'agiografia di sant'Orsola viene in particolare enfatizzata la fermezza della donna, che scelse il martirio per sottrarsi alla violenza sessuale.

## Descrizione
Secondo le fonti agiografiche seguite da Carpaccio, la cristiana Orsola, figlia del re di Bretagna, accettò di sposare Ereo, principe pagano d'Inghilterra, a patto che questi si convertisse e andasse con lei in pellegrinaggio a Roma. Tornata a Colonia la trovò assediata dagli Unni. Dopo essere stata in un primo tempo accolta da Attila, il suo rifiuto di concedersi al sovrano barbaro scatenò la furia degli occupanti, che martirizzarono Orsola, le undicimila compagne, Ereo e il papa Ciriaco, unitosi ai pellegrini (in realtà questo pontefice non è mai esistito, mentre lo sposo della santa, identificabile col sovrano Conan Meriadoc, dopo la celebrazione del matrimonio e la nascita del loro figlio ritornò in patria con quest'ultimo, senza dunque venire ucciso a Colonia  ).

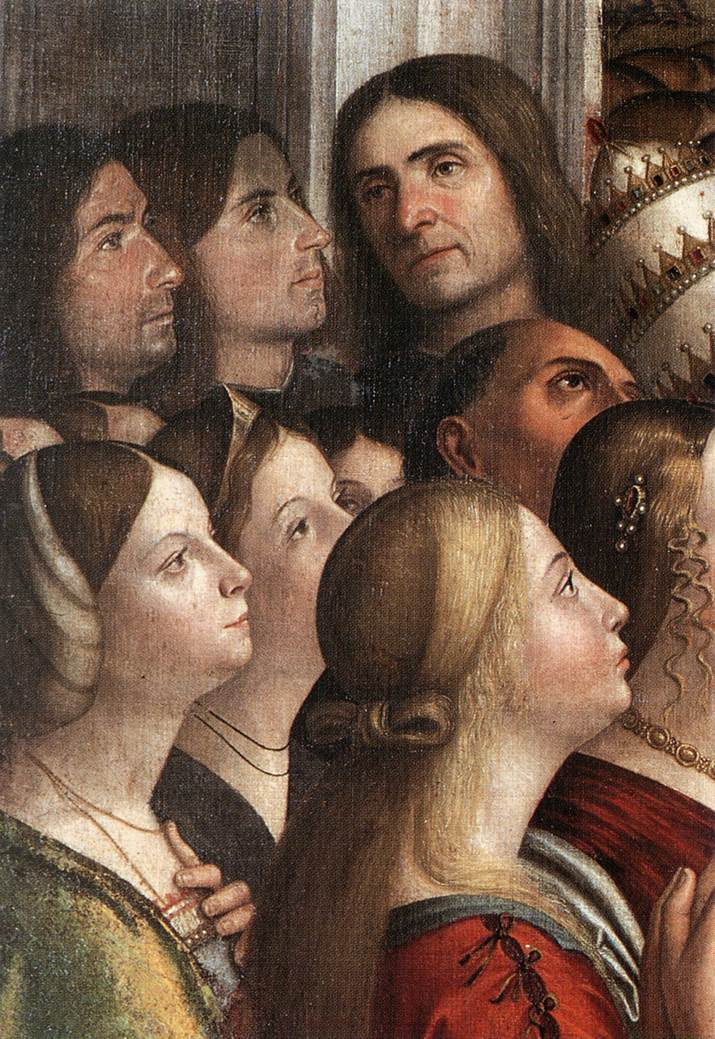
Dettaglio coi tre uomini in piedi, un prelato e alcune vergini. Sulla destra s'intravvede il papa col triregno

La scena mostra al centro Orsola in apoteosi su una palma (simbolo del martirio), in un nimbo di luce tra angeli con nastri che le porgono una corona mentre in alto Dio Padre distende le braccia per accoglierla in paradiso. In basso si trova inginocchiata la moltitudine dei martiri di Colonia, soprattutto compagne di Orsola ma anche figure maschili come Ereo e papa Ciriaco col triregno. All'estrema sinistra ci sono invece  tre giovani uomini in piedi, da identificare probabilmente coi figli di Antonio Loredan, difensore di Scutari contro i Turchi: l'impresa di Antonio è ricordata anche dalla rocca sullo sfondo.
Il tutto è racchiuso da un'elegante architettura rinascimentale con un arcone in pietra che riprende la forma della tela, e uno sfondo tipicamente veneto, di colline con castelli, montagne e un lago. La forte simmetria della composizione è sottolineata anche dai due vessilli cristiani che inquadrano la santa in una specie di quadrilatero, che ha come basi il fascio di palme (dove si trova anche il cartiglio, sotto la ghiera di teste di serafino che regge insieme le fronde, con la firma e la data) e la mandorla orizzontale dell'Eterno.

## Stile
L'opera risente di qualche durezza pittorica di gusto, grafismi legati ancora all'esempio di Andrea Mantegna, con una costruzione per simmetrie forse troppo ostentata. Alcuni schematismi, come nella figura centrale e nella fitta maglia delle teste dei martiri stipati, mostrano che l'opera appartiene a una fase ancora non pienamente matura dell'artista, confermando la vicinanza con il telero dell'Arrivo dei pellegrini a Colonia, datato 1490. Già notevole è però la padronanza della luce e del colore, che permettono l'unificazione tra figure e paesaggio della migliore tradizione veneta e che indagano con precisione lenticolare alcuni dettagli virtuosistici, come i ricchi panneggi serici delle vergini inginocchiate in primo piano.
Una parte della critica aveva ipotizzato che la tela fosse stata ampiamente ritoccata nel 1510, con motivi più moderni, ma ciò è stato definitivamente smentito dalle radiografie, che hanno anche scoperto l'aggiunta, in un secondo momento, dei tre uomini in piedi all'estrema sinistra.